# 57879 Сесаречіозі
57879 Сесаречіозі (57879 Cesarechiosi) — астероїд головного поясу, відкритий 2 січня 2002 року.
Тіссеранів параметр щодо Юпітера — 3,309.